# Мегацерковь

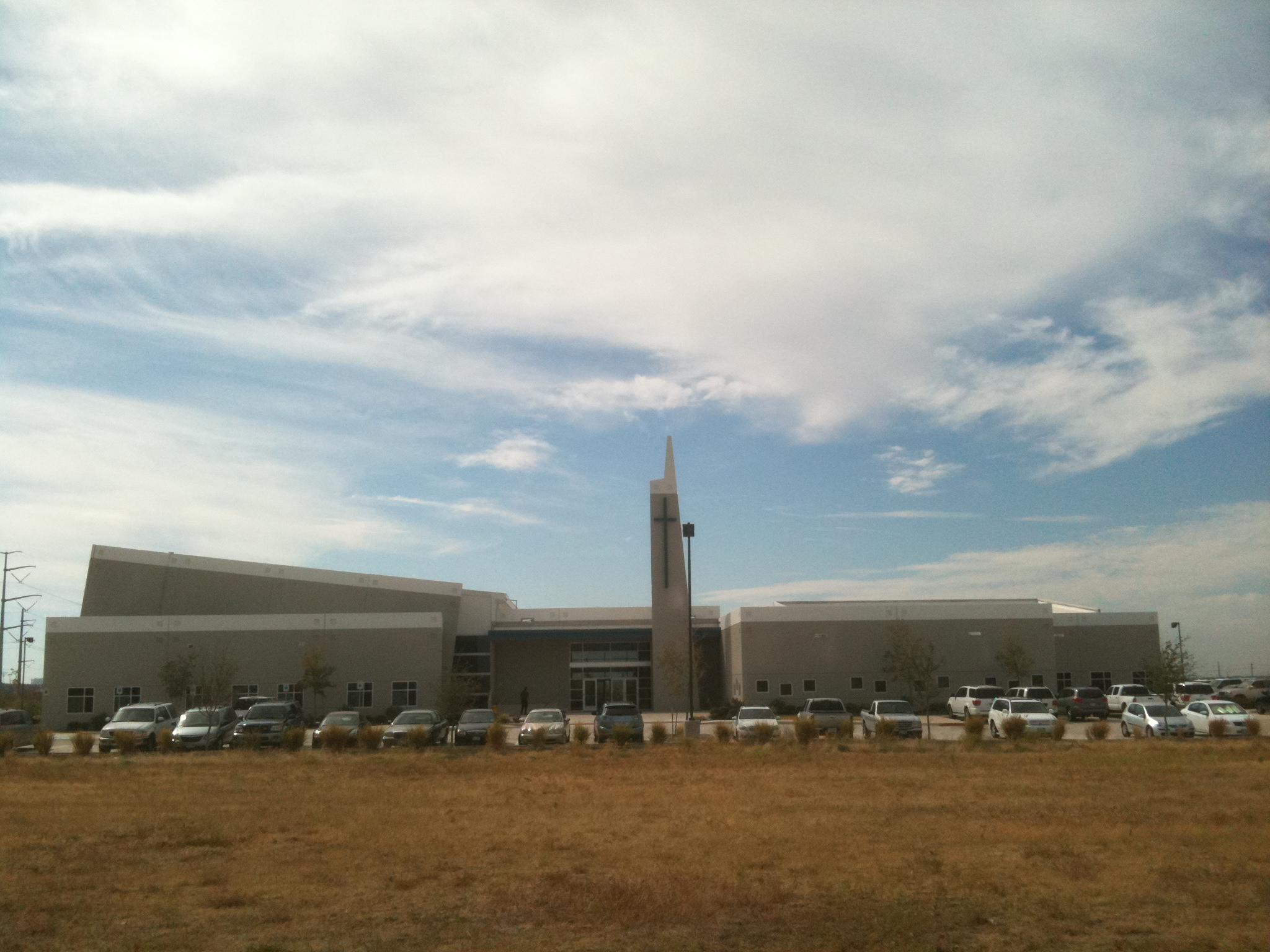
Церковное здание мегацеркви Gateway Church в городе Фриско (Техас)

Мегацерковь (англ. MegaChurch) — общепринятое в англоязычных странах обозначение протестантских церквей численностью более 2000 прихожан, собирающихся в одном здании. Мегацеркви бывают как деноминационные (например, Хрустальный собор в Калифорнии), так и внеденоминационные (например, церковь Лейквуд в Техасе).
Собрания в таких мегацерквях, нередко сопровождающиеся концертами звёзд эстрады и другими яркими мероприятиями, привлекают множество верующих, особенно молодёжи.

## Описание
Феномен мегацерквей — религиозных организаций с десятками тысяч прихожан, бизнес-структурой и гигантскими доходами — появился в 1950-е годы в США. Их число в этой стране за последние полстолетия выросло с 16 до 1300.
Крупнейшим в мире христианским приходом считается церковь Полного Евангелия Ёыйдо. Центральную церковь в Сеуле посещают 830 тыс. прихожан.
Самым крупным храмом обладает Апостольская церковь Нигерии. Открытое в 2011 году в Лагосе здание вмещает 100 тыс. человек.